# فيلومينا بير
فيلومينا بير (بالألمانية: Philomena Bair) (ولدت في 24 فبراير 1996 في مدينة هال إن تيرول) هي متزلجة حرة نمساوية شاركت في دورة الألعاب الأولمبية الشتوية لعام 2014.

## وصلات خارجية
- فيلومينا بير على موقع الاتحاد الدولي للتزلج (التزلج الحر) (الإنجليزية)
- فيلومينا بير على موقع أوليمبيديا (الإنجليزية)